# Control no lineal
El  control no lineal  rep el seu nom del tipus de sistema (no lineal) sobre el qual es volen saber certes variables. Quan et trobes davant d'un sistema amb equacions no lineals que defineixen el seu comportament i pretens portar el mateix cap a unes condicions de funcionament aquestes realitzant un control no lineal. Aquestes equacions no lineals, representen una invariància en el temps per cadascuna de les variables d'estat que representen el sistema. A cada variable d'estat li correspon una combinació no lineal de termes dins de la base que genera l'espai d'estats. Comunament el control no lineal se l'anomena «control modern».